# Arnaud Beauville
Arnaud Beauville (Boulogne-Billancourt, 10 maggio 1947) è un matematico francese.
Si interessò principalmente di ricerca sulla geometria algebrica.

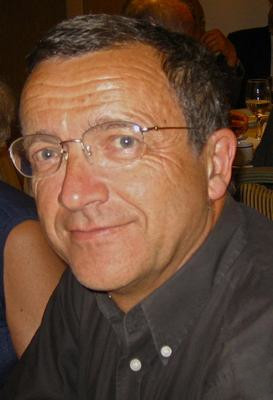
Arnaud

È noto per aver introdotto la superficie di Beauville.

## Biografia
Beauville conseguì il dottorato presso l'Università Diderot di Parigi nel 1977, con una tesi sulle varietà Prym e il problema Schottky, sotto la supervisione di Jean-Louis Verdier.
È stato professore all'Università Paris-Sud, poi direttore del dipartimento di matematica dell'École Normale Supérieure. Attualmente è professore emerito presso l'Università di Nizza Sophia-Antipolis.
Beauville fu anche visiting study presso l'Institute for Advanced Study nell'estate del 1982. Fu un relatore invitato al Congresso internazionale dei matematici nel 1986 a Berkeley. 
Era un membro del gruppo Bourbaki. Alcuni suoi studenti di dottorato di ricerca sono stati Claire Voisin, Olivier Debarre e Yves Laszlo.
Nel 2012 è diventato membro dell'American Mathematical Society. Nel 2016 è diventato membro dell'Academia Europæa.

## Riconoscimenti
Nel 2013 ha ricevuto il Premio Ampère.